# 구각목

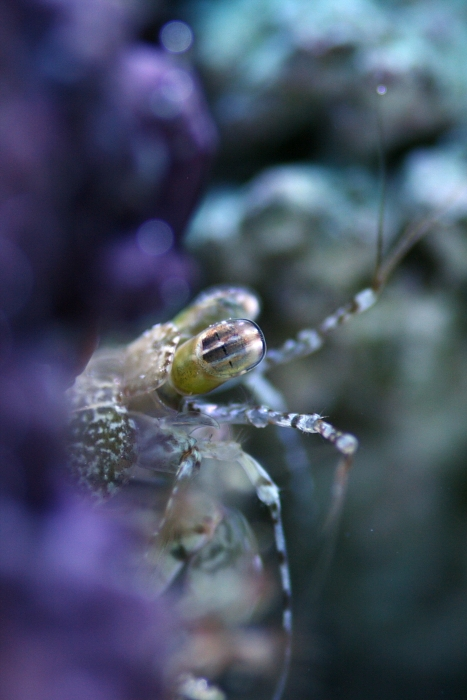

구각목(Stomatopoda)은 연갑강에 속하는 갑각류 목의 하나이다. 갯가재(Mantis shrimp)라고 불린다.
약 3억 4천만년 전 연갑류(학명: Malcostraca)로부터 분파되었다.
갯가재는 보통 10cm 정도까지 자라지만, 몇몇은 38cm까지 자라기도 한다. 450종 이상의 갯가재가 알려져 있고, 이들은 얕은, 열대, 아열대 해양 서식지에서 가장 중요한 포식자 중 하나이다. 하지만 매우 흔한 종임에도 불구하고 갯가재들에 대해 알려진 것은 많지 않다. 
앞다리는 사마귀 앞다리를 닮은 스피어형 종류와 주먹처럼 생긴 펀치형 종류가 있으며, 주먹처럼 생긴 앞다리를 가진 갯가재 종류는 펀치로 어항 유리를 깨부술 정도의 파괴력(1,500N)을 낸다. 그리고 목표물을 때리는 행동을 피딩이라고 하며, 피딩을 하면 목표물은 피딩의 충격과 같이 쇼크웨이브라는 충격을 2단으로 받는데 쇼크웨이브가 먹히면 적이 쇼크에 걸린 것처럼 기절한다고 한다. 그리고 맨티스 쉬림프들은 한 번 짝을 정하면 평생동안 바꾸지 않으며 더 멋있는 수컷이 와도 오히려 피딩으로 쫓아낸다고 한다. 그리고 알을 낳을 준비가 된 암컷은 식성이 많아지며 부성애가 있기 때문에 암컷 수컷 관계없이 알을 지킨다고 한다. 그리고 맨티스 쉬림프한테 손가락을 맞은 사람에 따르면 망치로 손가락을 찍는 느낌이였다고 하며 맞으면 손가락이 부러질 수 있다고 한다.

## 생태
갯가재는 바위, 모래, 산호로 만들어진 굴에서 사는 경향이 있다. 갯가재는 열대, 아열대 지방의 해안가 근처의 얕은 물(3~40m)에서 서식한다. 갯가재가 살고 선호하는 물의 온도는 20°C이다. 갯가재는 육식성으로 복족류, 갑각류, 어류, 어패류들을 먹는다. 주로 자신들이 만든 굴에서 지내지만 먹이를 구하거나 짝짓기를 하기 위해 나오기도 한다. 가끔 밖을 돌아닐 때 다른 개체들과 영역싸움을 하기도 한다. 또한 갯가재는 먹이가 굴 근처에 올때까지 기다린 후 빠른 속도로 공격하여 사냥하기도 한다.

## 서식지
갯가재는 대부분의 시간을 직접 만든 굴에서 보낸다. 갯가재는 집게의 형태에 따라 펀치형과 스피어형으로 구분되는데 서로 선호하는 지형이 다르다. 스피어형은 부드러운 침전물을 선호하고 펀치형은 단단한 기질이나 산호충지를 선호한다. 굴 형태의 서식지는 은신처와 먹이 섭취를 하는 장소이기 때문에 갯가재에게 매우 중요하다. 또 이 서식지들은 갯가재들 짝짓기와 알을 보호하는데에도 중요한 역할을 한다. 구각류의 신체는 탈피를 하면서 주기적으로 성장하기 때문에 새로운 굴이나 충지를 찾아야된다. 몇몇의 스피어형 갯가재는 굴이 흙이나 진흙으로 이루어져 있을 경우 원래 거주하고 있던 굴을 넓힐 수 있다.

## 집게발

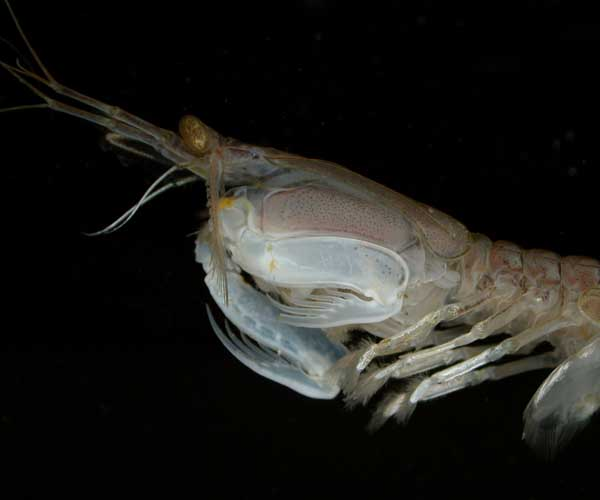
스피어형 갯가재의 집게발

갯가재의 흉부에 위치한 두 부속지, 즉 집게발은 근거리 싸움에 매우 특화되어있다. 집게발의 형태로 갯가재는 크게 두 가지 종류로 구분된다. 바로 스피어형 집게발로 사냥감을 꿰뚫어 사냥하는 갯가재와 단단한 펀치형 집게발로 사냥감을 가격하여 사냥하는 갯가재이다. 두 갯가재 모두 집게발을 빠른속도로 피거나 휘둘러서 공격하여 자신보다 큰 상대에게도 치명상을 입힐 수 있다. 펀치형 갯가재의 경우 두 집게발을 102,000 m/s2의 가속도와 23m/s의 속도로 목표물을 가격한다. 매우 빠른 속도로 가격하기 때문에 이들은 가격하는 면과 부속지 사이에 기포를 발생시킨다. 이 기포들은 1500N의 순간적인 힘을 가한다. 이로 인해 펀치형 갯가재들은 사실상 한 번의 공격으로 충격을 두번 주는 셈이다. 집게발이 사냥감을 맞추지 못한다 하더라도 곧바로 생기는 기포들은 사냥감을 죽이거나 기절시키기에 충분하다. 펀치형 갯가재는 이 능력으로 달팽이, 게, 그리고 굴 등을 공격하는데 사용한다. 이들의 집게발로 앞에서 말한 사냥감들의 단단한 껍데기를 산산조각 낼 수 있기 때문이다. 스피어형 갯가재의 경우 물고기와 같은 부드러운 사냥감을 선호한다. 이들의 집게발은 가시가 돋아 베고 낚아채는 데에 특화되어 있기 때문이다.
펀치형 갯가재의 집게발은 무기물인 수산화인회석과 인산칼슘으로 두껍게 싸여 있으며, 그 아래에 외골격인 나선형 구조인 키틴 섬유가 존재한다. 한 방향으로 배열된 분자는 그쪽으로  힘을 주면 전체 구조가 무너지지만 분자들이 나선으로 엇갈리게 있으면 외부 충격을 받아도 형태가 유지된다. 이러한 특징 때문에 과학자들은 가벼우면서도 단단한 신소재를 개발하고있다.

## 눈

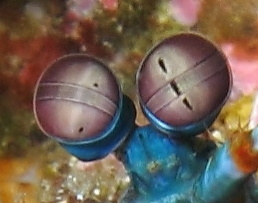
갯가재의 눈 근접 사진

갯가재는 현재 가장 복잡한 눈과 가장 복잡한 시각 기관을 가진 것으로 알려져있다. 사람이 3개의 광수용기가 있는 반면, 갯가재는 16개의 광수용기가 있어 자외선, 빛의 편광을 볼 수 있다. 또한 이들은 원편광을 볼 수 있는 유일한 동물로 알려져있다. 갯가재는 양쪽 눈을 따로 움직이는가 하면, 눈알을 비스듬히 기울이거나 굴리기도 한다. 이는 갯가재가 눈을 굴려 편광을 인지하는 능력을 향상시킨다. 갯가재는 눈을 굴려서 빛의 편광각에 맞게 광수용체를 정렬한다. 광수용체가 정렬되면 사물에만 집중할 수 있게 됨으로써 더 또렷이 볼 수 있다. 몇몇 갯가재는 주변 환경에 적응하기 위해 장파장 색조 감각을 조절할 수 있다. 갯가재의 눈은 파리와 같이 대략 1만개의 낱눈이 모인 겹눈이다. 뛰어난 시각을 가진 종들을 보면 겹눈 중앙에 중간 띠라고 불리는 6줄의 변형된 홑눈들이 있다. 각 줄은 특정 장파장 색이나 편광된 빛을 인지하는데 특화되어있다. 또한 이 줄들은  각각 다른 자외선 수용체를 가지고 있어 갯가재는 매우 뛰어난 자외선 시각을 가진다. 마지막 2줄의 홑눈들은 매우 정교하게 위치한 작은 털들을 가지는데 이는 편광을 보는데 사용된다고 과학자들은 보고 있다. 갯가재의 겹눈의 전체적인 구조도 매우 흥미롭다. 각 겹눈의 3부분은 그 공간의 같은 위치를 본다. 이는 눈의 약 70%가 그 공간의 좁은 부분을 집중할 수 있게 한다. 또 이는 겹눈 한 개로도 깊이감을 인식할 수 있다. 이를 이용하여 주변을 파악하기 위해 갯가재는 지속적으로 눈을 움직여 주변 환경을 파악한다. 여기서 각 눈을 따로 움직이는 것이 매우 유용하고 갯가재가 넓은 시야를 갖게 해준다.
갯가재의 예민한 시각이 무슨 장점이 있는지 아직 확실하게 알지는 못한다. 하지만 과학자들은 갯가재의 행동과 다른 비슷한 동물들을 분석한 결과 갯가재는 이 시각 시스템으로 개체간 소통과 구애에 사용 한다고 생각한다.

## 분류
- Bathysquilloidea
  - Bathysquillidae
  - Indosquillidae
- 가위갯가재상과 (Gonodactyloidea)
  - Alainosquillidae
  - Hemisquillidae
  - 가위갯가재과 (Gonodactylidae)
  - Odontodactylidae
  - Protosquillidae
  - Pseudosquillidae
  - Takuidae
- Erythrosquilloidea
  - Erythrosquillidae
- Lysiosquilloidea
  - Coronididae
  - Lysiosquillidae
  - Nannosquillidae
  - Tetrasquillidae
- 갯가재상과 (Squilloidea)
  - 갯가재과 (Squillidae)
- Eurysquilloidea
  - Eurysquillidae
- 다섯돌기갯가재상과 (Parasquilloidea)
  - 다섯돌기갯가재과 (Parasquillidae)